# Idiocera shannoni
Idiocera shannoni là một loài ruồi trong họ Limoniidae. Chúng phân bố ở miền Tân bắc.